# Trùng Khánh, Văn Lãng
Trùng Khánh là một xã thuộc huyện Văn Lãng, tỉnh Lạng Sơn, Việt Nam.
Xã Trùng Khánh có diện tích 40,54 km², dân số năm 1999 là 1.684 người, mật độ dân số đạt 42 người/km².
Theo thống kê năm 2019, xã Trùng Khánh có diện tích 40,54 km², dân số là 1.688 người, mật độ dân số đạt 42 người/km².